# Legenda lui Zorro
Legenda lui Zorro (în engleză The Legend of Zorro) este un film american din SUA, din 2005, regizat de Martin Campbell, produs de Walter F. Parkes, Laurie MacDonald și Lloyd Phillips, cu muzică de James Horner și scris de Roberto Orci și Alex Kurtzman. În această continuare a Măștii lui Zorro, personajul principal este jucat de Antonio Banderas. 